# بازدید میبل و چاقالو از نمایشگاه جهانی سان فرانسیسکو
بازدید میبل و چاقالو از نمایشگاه جهانی سان فرانسیسکو (انگلیسی: Mabel and Fatty Viewing the World's Fair at San Francisco) یک فیلم کوتاه کمدی به کارگردانی راسکو آرباکل و میبل نورماند است که در سال ۱۹۱۵ منتشر شد.
نسخه‌ای از فیلم در بایگانی کتابخانه کنگره موجود است.

## گزیدهٔ بازیگران
- راسکو آرباکل
- میبل نورماند
- هنک من
- جیمز رولف
- ارنستین شومان-هاینک
- اَل سنت جان
- باستر کیتون